# Jaguar Mark IX
Jaguar Mark IX (рус. Ягуар Марк Девять) — представительский седан, выпускавшийся британской компанией Jaguar с 1958 по 1961 год. Автомобиль был дальнейшим развитием предыдущей модели с более мощным двигателем увеличенного рабочего объёма и существенно переработанным шасси.
Всего с августа 1958 года по апрель 1961-го было произведено 10 009 автомобилей.
Появившийся в 1961 году Mark X был уже совершенно другим автомобилем.

## Описание

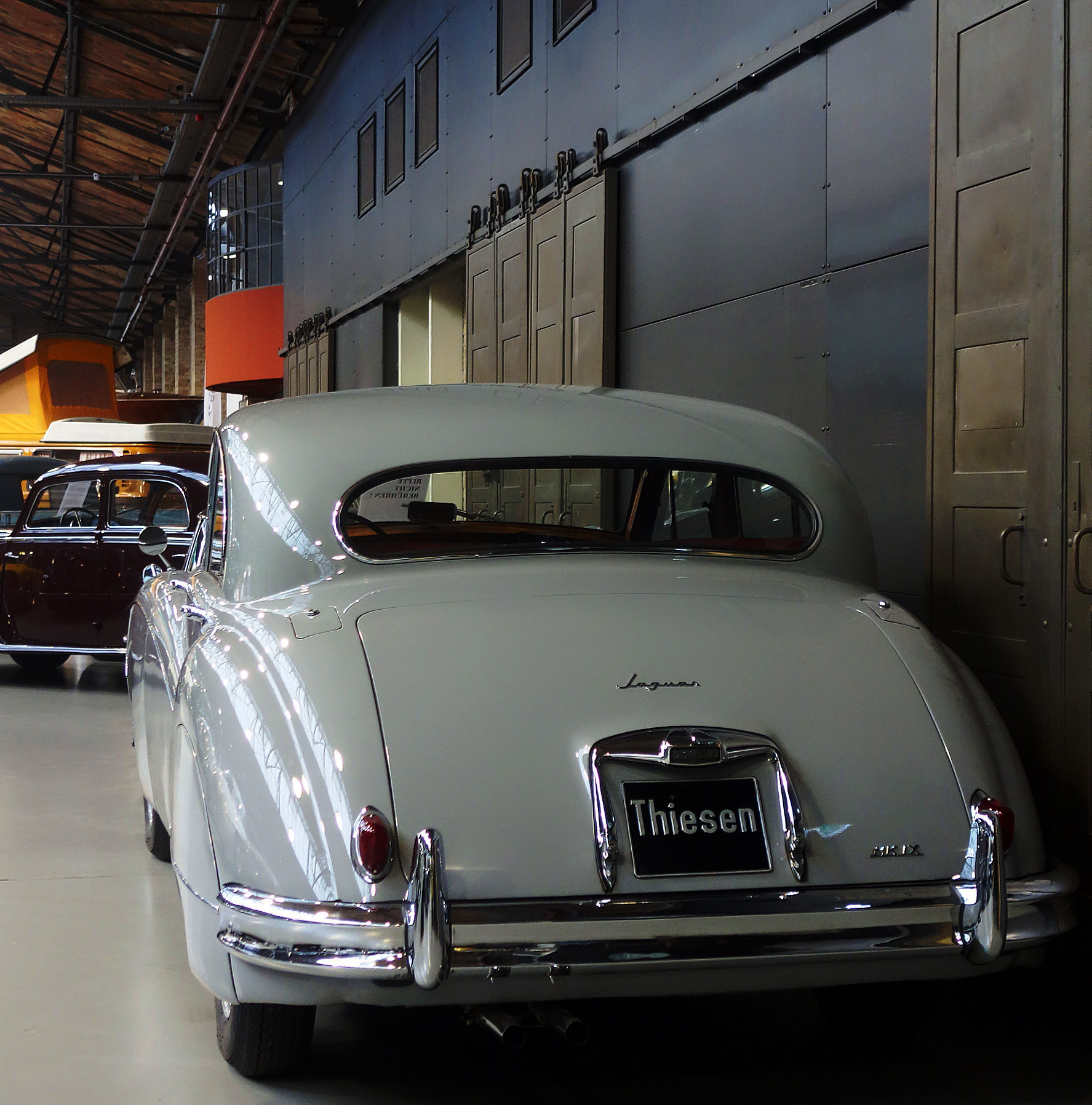
1958 Jaguar Mark IX

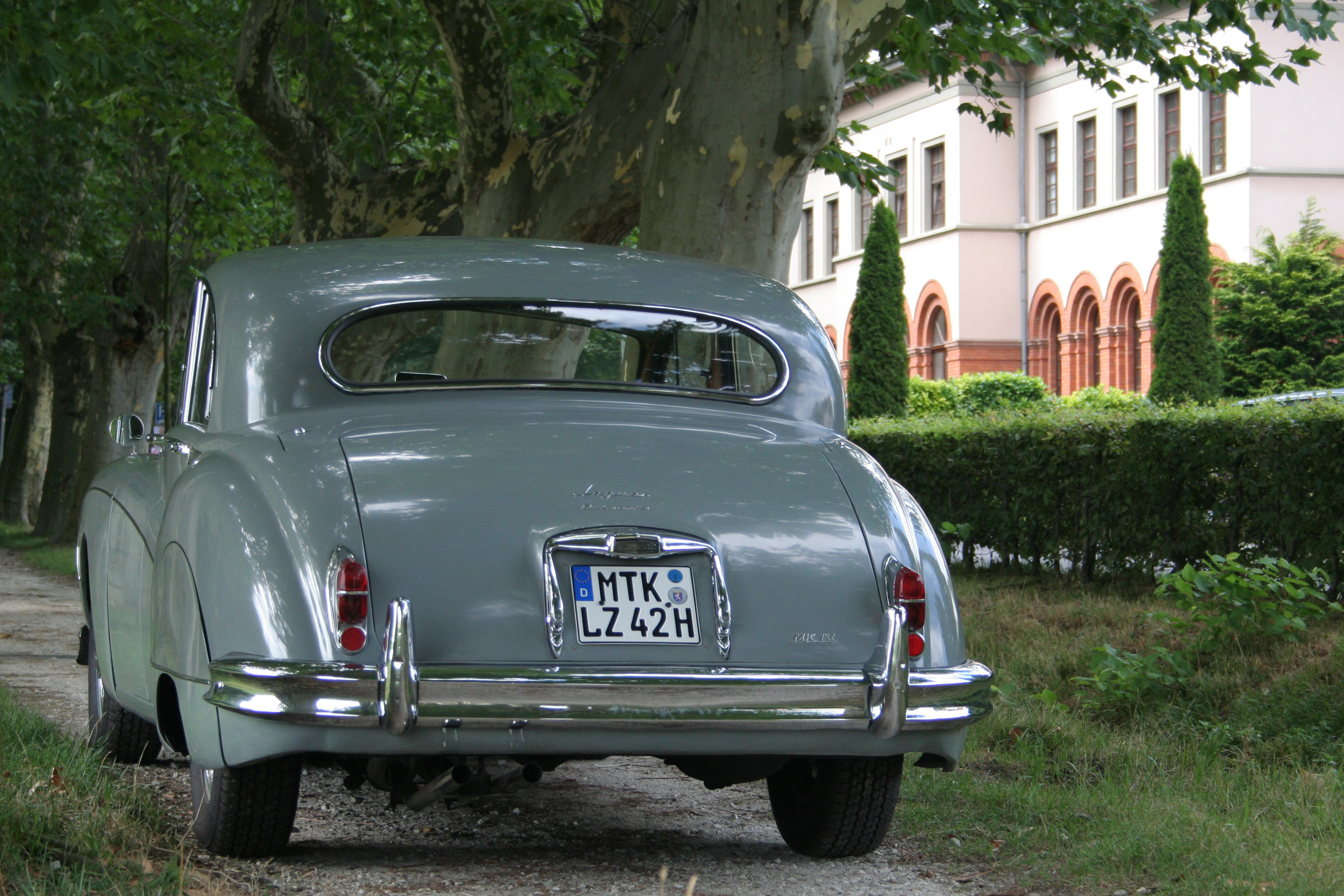
1960 Jaguar Mark IX

Первоначально автомобиль выпускался точно с таким же кузовом, что и предыдущая модель. Чтобы как-то различать автомобили, сзади добавили надпись «Mark IX». Позже модель получила новые увеличенные задние фонари, такие же, как на последних автомобилях Jaguar.
Салон, как и прежде, был роскошным и комфортабельным на уровне того, что предлагали специализированные кузовные ателье того времени.
За счёт увеличения хода поршня был повышен рабочий объём проверенного двигателя, что довело его мощность до 220 л.с. Это была существенная прибавка для автомобиля со всё увеличивающимся весом.
Для того, чтобы тяжёлым автомобилем стало легче управлять в рулевое управление был добавлен гидроусилитель.
Но самые значительные изменение произошли в тормозной системе, где были установлены дисковые тормоза на всех четырёх колёсах.
При разработке быстрого спортивного автомобиля XK120 и тяжёлого престижного седана Mark VII на Jaguar  столкнулись с тем, что барабанных тормозов уже стало не хватать. Необходимо было какое-то новое техническое решение. То же самое можно было сказать и о гоночных автомобиля компании.
В 1946 году компания Dunlop запатентовала дисковый тормоз, пригодный для применения в автомобильной промышленности. Следом они создали ряд прототипов и в течение 1951—1952 годов совместно с Jaguar работали над адаптацией в автомобиль нового типа тормозов. Результатом всех этих усилий стало то, что 14 марта 1952 года Стирлинг Мосс вывел гоночный C-type с дисковыми тормозами на трассу в Гудвуде. Считается, что это первое в мире появление автомобиля с тормозами такого типа в официальных спортивных соревнованиях. В 1957 году был представлен XK150 со всеми дисковыми тормозами, за которым последовал Mark IX.